# Per Kristian Madsen
Per Kristian Madsen (født 8. maj 1953 i Kolding) er cand.mag. i middelalderarkæologi og kunsthistorie. 
I 2003 blev han museumschef for Nationalmuseets Forsknings- og Formidlingsafdeling, og har samtidig fungeret som stedfortræder for museets direktør. Den 7. maj 2008 udnævnte daværende kulturminister Brian Mikkelsen Per Kristian Madsen til ny direktør for Nationalmuseet. Per Kristian Madsen afløste Carsten U. Larsen, som havde sagt sin stilling op til fordel for et job som direktør for Folketinget.
Per Kristian Madsen har arbejdet i museumsverdenen siden 1982. I 1999 blev han ansat på Nationalmuseet som enhedsleder for Danmarks Middelalder og Renæssance. Forinden havde han bl.a. været leder af Vejle Museum, museumsinspektør og souschef samt konstitueret leder på Den antikvariske Samling i Ribe. 
Per Kristian Madsen tiltrådte stillingen som direktør for Nationalmuseet den 15. maj 2008 Han var direktør til 2017, hvor Rane Willerslev afløste ham 1. juli.
2010 blev Madsen Ridder af 1. grad af Dannebrog og er desuden tildelt Medal in honour of 800th anniversary of the Great Mongolian statehood.